# Eugoa turbida
Eugoa turbida är en fjärilsart som beskrevs av Walker 1862. Eugoa turbida ingår i släktet Eugoa och familjen björnspinnare. Inga underarter finns listade i Catalogue of Life.